# 新居大島八幡宮祭礼

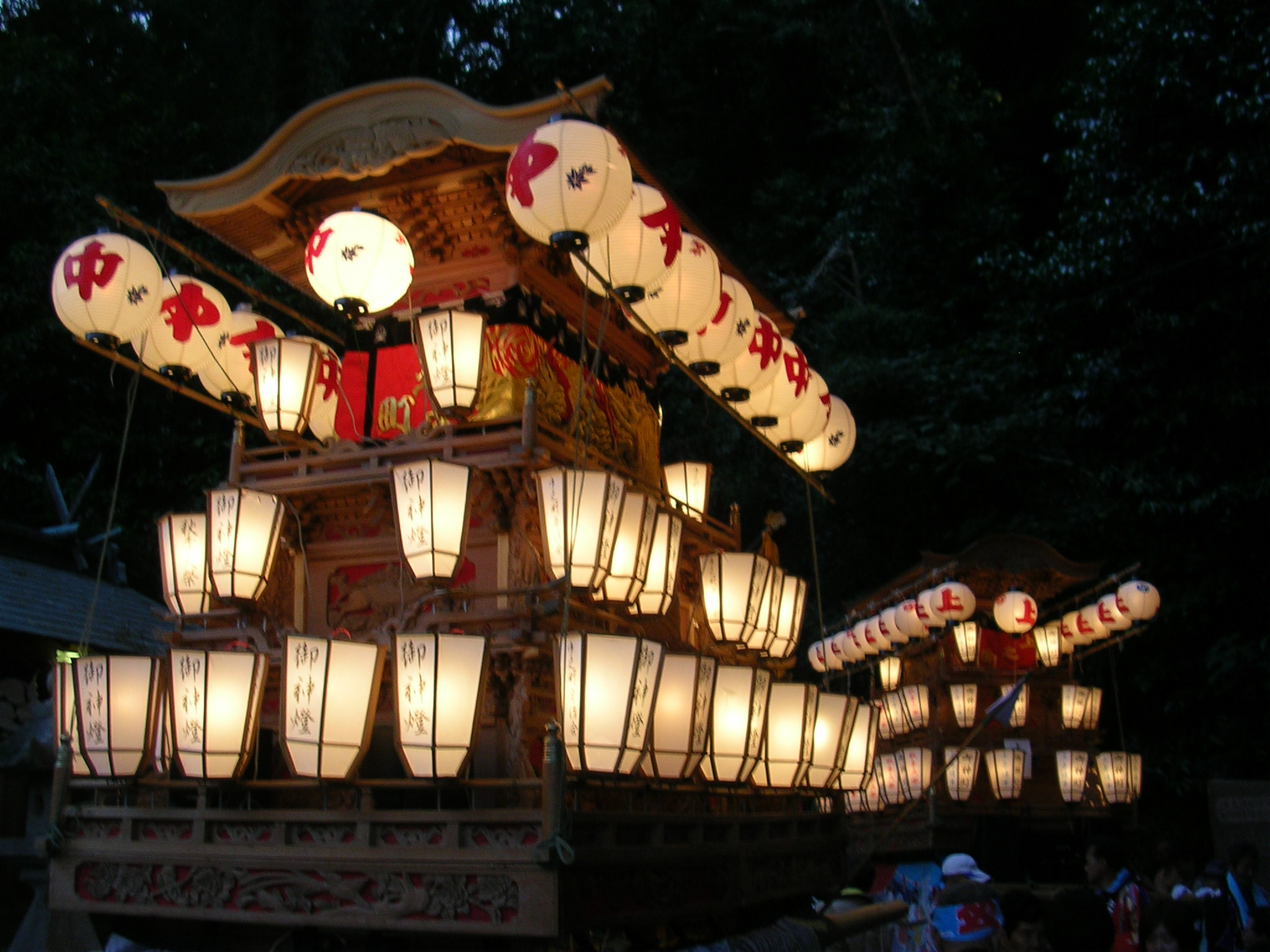
新居浜市の大島の祭りで運行されている屋台

新居大島八幡宮祭礼（にいおおしまはちまんぐうさいれい）とは、愛媛県新居浜市大島の大島八幡神社の秋季大祭の名称である。

## 概要
大島八幡神社
鎮座地：愛媛県新居浜市大島宮山乙73
祭礼日：毎年10月第2土曜日・日曜日。本祭となる2日目には「船みゆき」が行われる。

## 屋台
上之町夜宮
1883年（明治16年）建造。素木3階造で、胴板には「太閤記」、乳隠しには竜宮玉取りが彫刻されている。飾り幕は金糸の高縫いで平清盛と宮島の龍神が刺繍され、土台幕には富士の巻狩りや仁田忠常の猪退治等の場面が染め抜かれている。
上之町明神さん
一層の小型屋台。本祭の船みゆきにはこの屋台を船に乗せる。
中之町夜宮
1901年（明治34年）建造。素木3階造りで西条の松田幾助が彫刻を施し、胴板には「太閤記」、乳隠しには花鳥、隅障子や中障子には虎・鷲・獅子等が彫刻されている。飾り幕には御殿と龍が高縫いされ、土台幕には須佐之男命の大蛇退治が染め抜かれている。
中之町明神さん
一層の小型屋台。本祭の船御幸にはこの屋台を船に乗せる。
西之町明神さん
一層の小型屋台。1973年（昭和48年）に修理が行われ、1976年（昭和51年）には飾り幕が製作された。現在見られない屋台。
西之町太鼓台
江戸時代末期から明治時代初期に製作されとされ、1966年（昭和41年）に宇摩郡寒川町（現四国中央市寒川町）へ売却された。約100年前に製作されたと考えられる俵藤太の百足退治を題材とした飾り幕が現存する。
御船
船みゆきの際に神輿を先導し、船歌を歌いながら町を練り歩いたという。昭和20年代まで運行されたが現在は休止中。部品が大島八幡神社の蔵に収蔵されている。

## 年表
中世にはすでに神輿があり、室町時代以前の神輿もかつて残されていた
1751年（寛延4年）：大島八幡宮祭礼に式服着用許可・祭礼行列の覚
1758年（宝暦8年）：祭礼行列の願いに「屋たい弐つ」の記録
1759年（宝暦9年）：祭礼行列の願いに「屋たい弐つ」の記録
1760年（宝暦10年）：祭礼の式服着用と祭礼行列の願い（屋たいの奉納無し）
1762年（宝暦12年）：祭礼の式服着用と祭礼行列の願い（屋たいの奉納無し）
1764年（宝暦14年）：祭礼行列の願いに「屋たい弐ツ」の記録
1786年（天明6年）：大島浦より沢津村へ芸ダンジリを貸す
1833年（天保4年）：中之町太鼓台新調
1842年（天保13年）：『西條誌』に「祭日、神輿みゆきあり、台尻、みこし太鼓合て六ツ」の記録
1843年（天保14年）：西之町の若者達が新調した中之町屋台を打ち壊す事件が起こり、咎人15人が出る
1856年（安政3年）：1833年（天保4年）に取り決めた社参の船列定め書きを改める
1883年（明治16年）：上之町屋台新調
1887年（明治20年）頃：西之町との喧嘩が絶えないため、中之町が太鼓台を売却
1901年（明治34年）：中之町屋台新調
1945～1954年（昭和20年代）：この頃まで御船屋台（お船）が運行される
1966年（昭和41年）：西之町太鼓台が宇摩郡寒川町に売却される
1987年（昭和62年）：3台の夜宮の神社の石段登りが人手不足と危険との理由で中止される
1988年（昭和63年）：西之町1台のみが神社の石段を登る
2010年（平成22年）：上之町夜宮だんじり・上之町明神さん・中之町夜宮だんじり・中之町明神さん・西之町明神さん計5台が奉納される
2020年（令和2年）：新型コロナウイルス感染症の感染予防のため開催中止
2021年（令和3年）：新型コロナウイルス感染症の感染予防のため開催中止